# Paddy Bassett
Pour les articles homonymes, voir Bassett et Thorpe.
Elsie Gertrude « Paddy » Bassett, née Thorpe le 15 juillet 1918 et morte le 20 juillet 2019, est une agronome néo-zélandaise. Elle est diplômée du Massey Agricultural College en 1941, devenant ainsi la première femme diplômée de cet établissement. Bassett est également l'une des deux premières étudiantes acceptées au Canterbury Agricultural College (aujourd'hui l'université Lincoln de Nouvelle-Zélande.

## Jeunesse et formation
Bassett naît dans la baie isolée de Menzies, sur la péninsule de Banks, dans l'île du Sud de la Nouvelle-Zélande, le 15 juillet 1918. Ses parents sont Francis Thorpe, un agriculteur devenu plus tard pasteur anglican, et Constance Menzies, surnommée Connie. Elle grandit dans la ferme familiale et est d'abord instruite par une gouvernante, avant de fréquenter l'école primaire d'Okains Bay. 
Bassett est ensuite envoyée au pensionnat de Timaru, où elle fréquente l'école diocésaine de Craighead et excelle en latin et en français. L'école ne propose cependant pas d'études dans les matières scientifiques et, comme Bassett a décidé de devenir vétérinaire, après avoir terminé ses études secondaires, elle s'inscrit à deux années d'études intermédiaires au Canterbury College de Christchurch (aujourd'hui université de Canterbury). Cependant, l'endroit le plus proche pour étudier les sciences vétérinaires est Sydney, en Australie. Bassett décide de changer ses plans et d'étudier l'agriculture. Elle postule au Lincoln Agricultural College (aujourd'hui université Lincoln de Nouvelle-Zélande), mais l'université n'accepte pas d'étudiantes à l'époque. Elle s’inscrit donc au Massey Agricultural College et en devient la première étudiante. À son arrivée à Massey, elle change son prénom pour Paddy car elle a toujours détesté son prénom de naissance. 

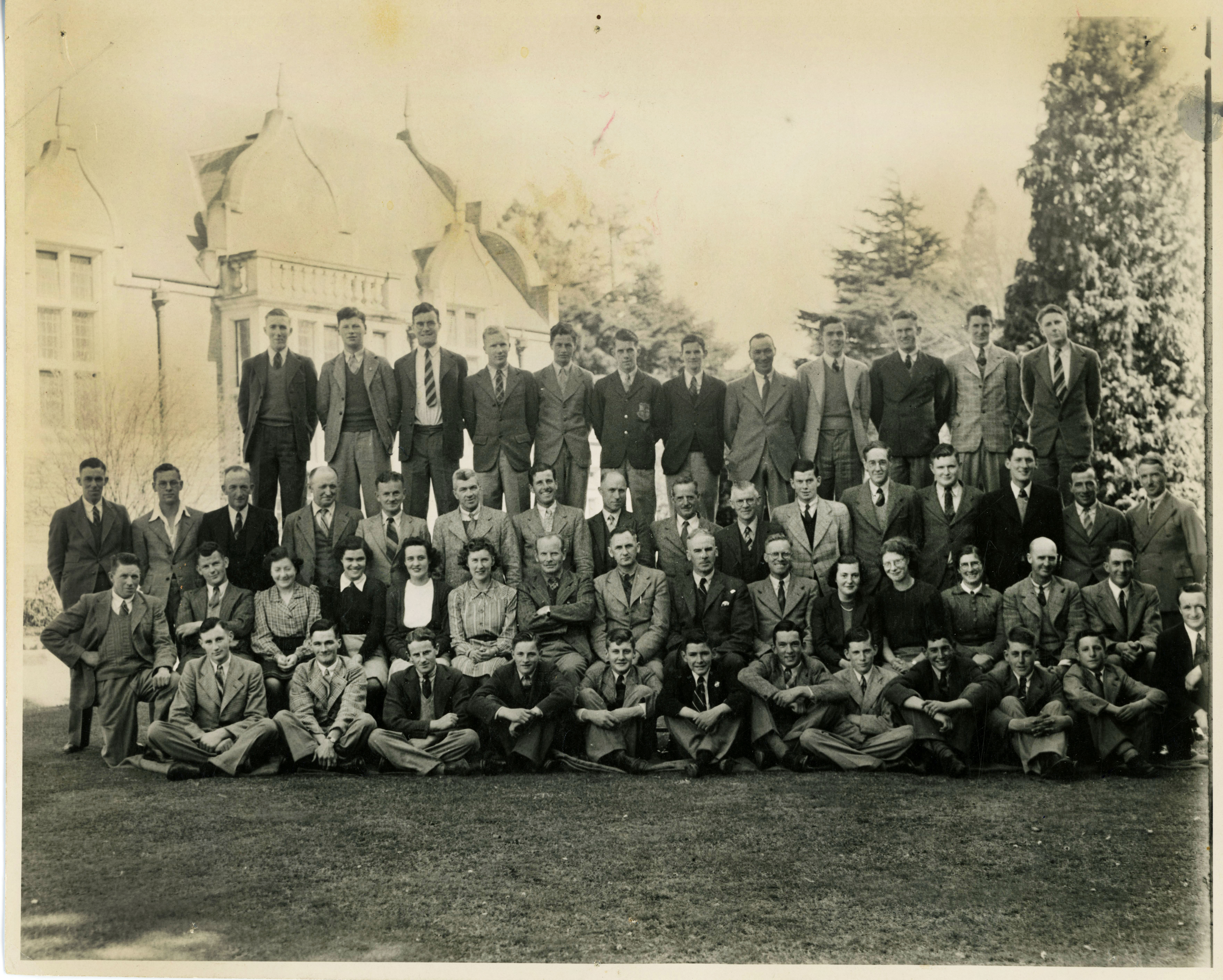
Thorpe au Lincoln College en 1942 (deuxième rangée, sixième en partant de la gauche)

Bassett obtient un bachelor en sciences agricoles en 1941, devenant ainsi la première femme diplômée de l'établissement. Elle occupe par la suite le poste d'agent de recherche adjoint à la Division de la recherche animale du ministère de l'Agriculture. Elle souhaite cependant poursuivre ses études et, avec Daintry Walker, la deuxième femme diplômée en sciences agricoles de Massey, convainc Campbell McMeekan du Lincoln College de les accepter comme premières étudiantes du Collège.  Le sujet de son mémoire de maîtrise porte sur la relation entre l'hypophyse des bovins et le dysfonctionnement ovarien,.
Le 5 octobre 1943, elle épouse Colin Holman Bassett à l'église Holy Trinity dans la banlieue de Christchurch à Avonside. 

## Carrière professionnelle

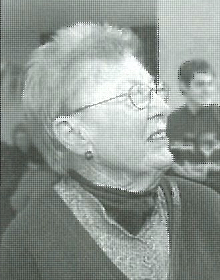
Bassett en 2003

Bassett déménage ensuite à Hamilton, dans l'île du Nord de la Nouvelle-Zélande, pour poursuivre ses recherches sous la direction de McMeekan à la nouvelle station de recherche animale de Ruakura. En 1954, elle s'inscrit à l'université de Cambridge pour ses études de doctorat, passant deux ans à étudier et à faire des recherches auprès de John Dixon Boyd. Sa thèse de doctorat, intitulée Observations on the anatomy of the ewe: with special reference to pregnancy and parturition [Observations sur l'anatomie de la brebis : avec une référence particulière à la gestation et à la parturition], est achevée en 1957.  À son retour en Nouvelle-Zélande, elle s'installe à Dunedin et travaille dans l'unité d'endocrinologie du Conseil de recherches médicales de la faculté de médecine de Dunedin de l'université d'Otago. Elle donne également des conférences sur le tissu conjonctif aux étudiants en médecine de l'école. 
En 1980, Bassett déménage à Nelson et accepte le poste de chercheur honoraire auprès du conseil d'administration de l'hôpital de Nelson. Une grande partie de ses recherches sont réalisées en collaboration avec des chercheurs de la Wellington School of Medicine de l'Université d'Otago. Alors qu'elle a 80 ans, elle est nommée membre honorable du département de pathologie de l'école et déménage à Wellington pour poursuivre ses recherches sur les modifications du tissu conjonctif. Bassett prend sa retraite du monde de la recherche à 90 ans, après avoir publié plus de vingt articles de recherche. 
Bassett meurt le 20 juillet 2019 à l'âge de 101 ans .

## Prix et distinctions
En 2002, Bassett reçoit une médaille d'anniversaire de l'université Massey pour sa contribution particulière à son domaine. En 2017, elle est sélectionnée parmi les « 150 women in 150 words » de la Société royale de Nouvelle-Zélande. 